# Juan Sanz del Poyo
Juan Sanz del Poyo (Soria 1913 - Madrid 1976) fue un pintor y caricaturista español. Es conocido principalmente por sus estampas de arquitectura tradicional castellana realizadas durante los años sesenta del siglo XX.

## Reseña biográfica
Sanz del Poyo empezó su carrera artística como ilustrador de la revista soriana de información general El Porvenir Castellano. Durante la guerra civil española colaboró, también como ilustrador, en la revista literaria Letras, publicada en Zaragoza. En la década siguiente, realizó varios carteles para obras teatrales y festejos. Fue, sin embargo, durante los años sesenta del siglo pasado cuando realizó la mayor parte de la obra por la que hoy es reconocido. Esta consiste en una serie de dibujos a tinta con retoques a la acuarela que representan estampas de la arquitectura tradicional de Castilla. Algunos de estos dibujos fueron publicados, en vida del artista, en el libro Cancionero de las dos Castillas.
Tras su muerte, el Ayuntamiento de Soria adquirió una colección de 52 de sus dibujos, todos de temática soriana, que actualmente se expone en el vestíbulo de la planta primera del consistorio de la ciudad. En 1987, la Caja de Ahorros y Préstamos de Soria, con motivo de su 75 aniversario, reprodujo algunas láminas seleccionadas de dicha colección. Fue enterrado en el cementerio del Espino.

## Vida personal
Su hermano José, también pintor, es recordado en la provincia de Soria como cartelista de festejos, especialmente aquellos relacionados con las Fiestas de San Juan.

## Distinciones
- Personaje ilustre del cementerio municipal de Soria.[6]